# Macrelmis texanus
Macrelmis texanus är en skalbaggsart som först beskrevs av Schaeffer.  Macrelmis texanus ingår i släktet Macrelmis och familjen bäckbaggar. Inga underarter finns listade i Catalogue of Life.